# Jung-gu, Seoul
Jung-gu (Hay: Joong-gu) (Hangul: 중구, Hanja: 中區, Hán Việt: Trung khu) là một quận (gu) của thủ đô Seoul, Hàn Quốc. Quận này có diện tích 9,96 km2, dân số 135.173 người, nằm ở phía bắc sông Hán. Quận được chia ra thành 15 phường (dong) hành chính.

## Phân cấp hành chính
| Phường         | Hangul    | Hanja                   | Bản đồ |
| -------------- | --------- | ----------------------- | ------ |
| Cheonggu-dong  | 청구동    | 靑丘洞 Thanh Khâu động  |        |
| Dasan-dong     | 다산동    | 茶山洞 Trà Sơn động     |        |
| Donghwa-dong   | 동화동    | 東化洞 Đông Hoá động    |        |
| Euljiro-dong   | 을지로동  | 乙支路洞 Ất Chi Lộ động |        |
| Gwanghui-dong  | 광희동    | 光熙洞 Quang Hy động    |        |
| Hoehyeon-dong  | 회현동    | 會賢洞 Hội Hiền động    |        |
| Hwanghak-dong  | 황학동    | 黃鶴洞 Hoàng Hạc động   |        |
| Jangchung-dong | 장충동    | 奬忠洞 Tưởng Trung động |        |
| Jungnim-dong   | 중림동    | 中林洞 Trung Lâm động   |        |
| Myeong-dong    | 명동      | 明洞 Minh động          |        |
| Pil-dong       | 필동      | 筆洞 Bút động           |        |
| Sindang-dong   | 신당동    | 新堂洞 Tân Đường động   |        |
| Sindang 5-dong | 신당제5동 | 新堂洞 Tân Đường động   |        |
| Sogong-dong    | 소공동    | 小公洞 Tiểu Công động   |        |
| Yaksu-dong     | 약수동    | 藥水洞 Dược Thủy động   |        |

## Các đơn vị kết nghĩa
- Parramatta, New South Wales, Australia
- Hồn Xuân, Trung Quốc
- Tây Thành, Trung Quốc
- Nha Trang, Việt Nam